# Crioulo ngatik
Ngatik é um crioulo falado em Sapwuahfik, nas  Ilhas Carolinas, nos Estados Federados da Micronésia.

## História
A história do crioulo Ngatik começa em 1837, com o Massacre de Ngatik.
O massacre foi conduzido por C.H Hart, um britânico de Sydney, capital do estado australiano de Nova Gales do Sul.
Ao chegar ao atol de Sapwuahfik com homens armados, atacou e matou todos os homens e algumas mulheres e crianças de lá.
Muitos sobreviventes arrasados com a perda mataram seus filhos e a si mesmos.
Hart deixou o atol pouco tempo depois do massacre, porém alguns ponhpeianos ficaram para trás, mudando radicalmente na composição étnica do atol.
Hart voltou em 1837, junto de colonos de Pohnpei e brancos para montarem um empreendimento, o que durou vários anos.
O domínio do atol chegou ao fim em 1839, quando britânicos chegaram lá para investigar o massacre.
Após Hart não ficar mais sobre o controle do atol, surgiram imigrantes de Pohnpei, Ilhas Gilbert (no Quiribati), Satawan (estado de Chuuk, Estados Federados da Micronésia), pessoas da Europa e USA.
Pouco tempo depois, chegaram missionários havaianos chegaram ao atol e converteram a população do atol. Isso mudou a cultura do atol.
Como resultado do massacre e da conversão posterior, parte da cultura ngatik foi mudada.
É provável que a língua tenha sido mudada, devido a perda da maioria dos falantes.